# Eugenios van Palermo
Eugenios van Palermo (Latijn: Eugenius Siculus, Grieks: Εὐγενἠς Εὐγένιος ὁ τῆς Πανόρμου) (Palermo, circa 1130 - , circa 1203) was een Griekstalige ambtenaar in het koninkrijk Sicilië. Hij diende zowel de laatste Normandische koningen Willem II en Tancred als de Hohenstaufen keizer Hendrik VI en Constance van Sicilië .
Daarnaast was Eugenios een vertaler Arabisch-Latijn, Arabisch-Grieks en Grieks-Latijn. Hij dichtte in het Grieks.

## Levensloop

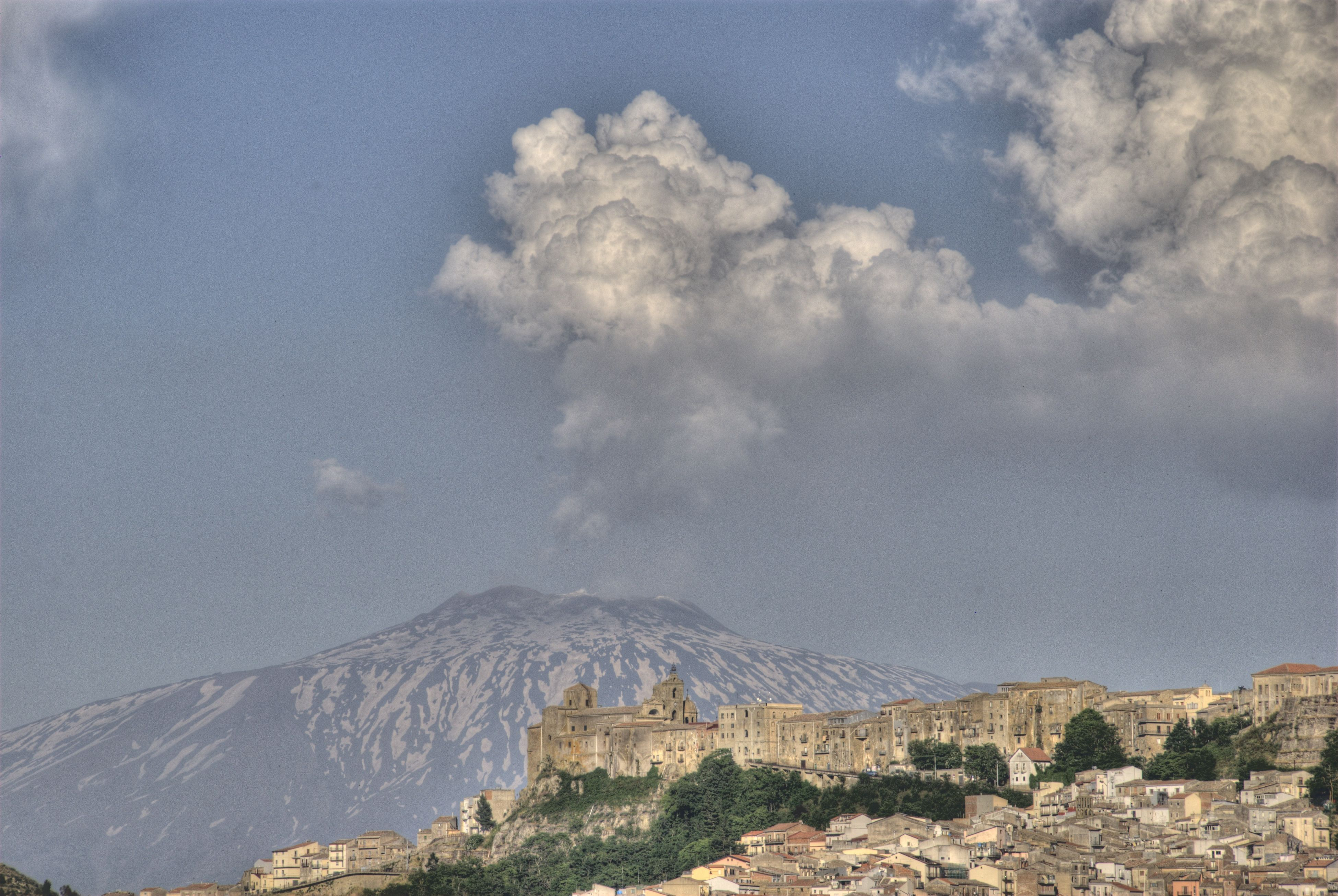
Troina naast de Etna: uit dit dorp stamde de familie van Eugenios

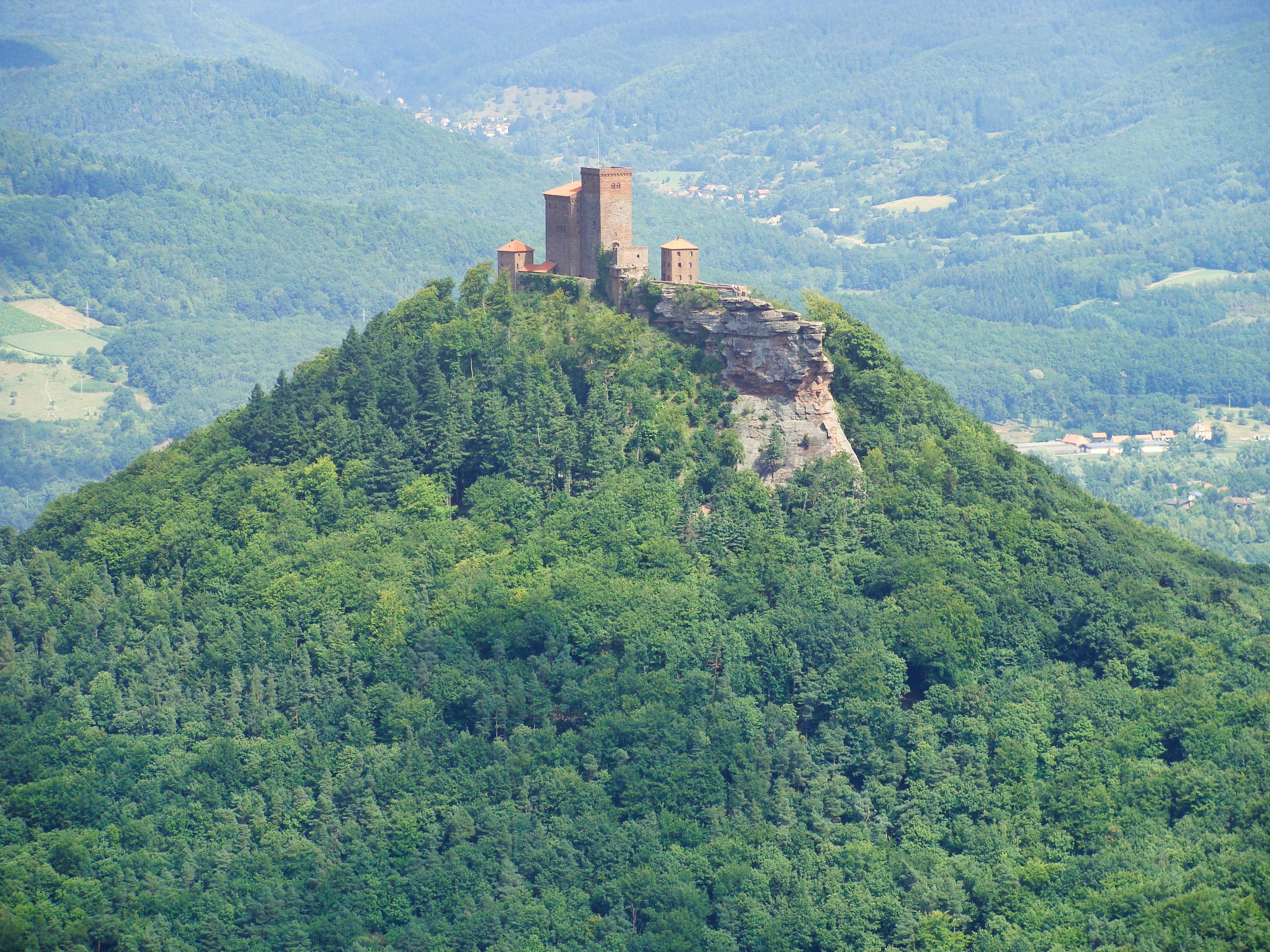
Hij leefde gevangen in de Rijksburcht Trifels in Duitsland

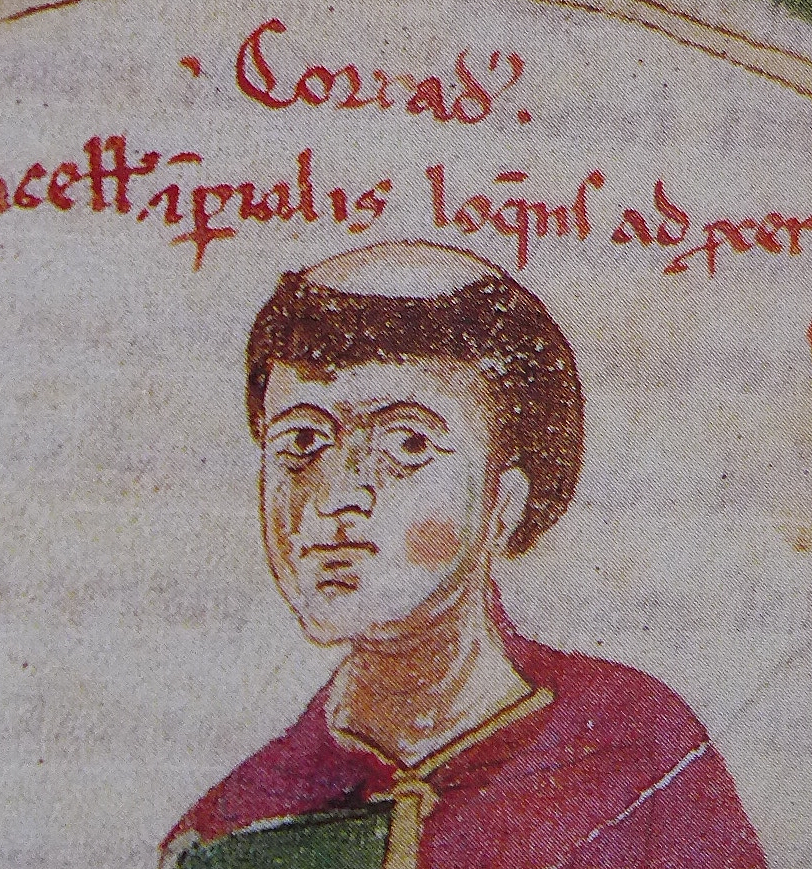
Kanselier Koenraad van Querfurt, zijn beschermheer bij de Hohenstaufen

### Huis Hauteville
De Griekstalige familie van Eugenios telde meerdere ambtenaren in dienst van het Normandische koningshuis Hauteville. Zo was zijn vader Johannes admiraal en hetairirach (een officierstitel) en zijn grootvader en naamgenoot was admiraal. De familie had zich fortuin en grootgrondbezit opgebouwd. De ouderlijke villa stond in het dorp Troina, nabij de Etna; tot in de Late Middeleeuwen heette het landgoed de ‘Admiraliteit’. In Palermo bezat de familie de wijk rond de San Salvatorekerk, van waaruit zij beroepshalve actief waren zowel in het leger als in het landelijk bestuur.
Van 1178 tot 1189 was Eugenios magister duane baronum, wat zoveel betekent als de fiscale topambtenaar voor de eigendommen van de Normandische baronnen. Na de dood van koning Willem II koos Eugenios (en zijn familie) de kant van het Huis Hauteville; deze fractie aan het Hof werd geleid door kanselier Matteo van Ajello. Tancred werd koning van Sicilië. De rivaliserende fractie, die Duitsgezind was, beet voorlopig in het stof. Eugenios ontving een bevordering tot admiraal of emir van Sicilië (1189) wat hij bleef tot de val van het Huis Hauteville in 1194.

### Huis Hohenstaufen
In 1194 kwamen de Hohenstaufen aan de macht: formeel was het koningin Constance van Sicilië doch in de feiten was het koning-gemaal Hendrik VI, keizer van het Heilige Roomse Rijk uit het Huis Hohenstaufen. Eind 1194 vreesde Hendrik VI een samenzwering in Palermo. Hij liet Eugenio en sympathiserende edelen en ambtenaren oppakken. Ze werden overgebracht naar het Duitse Rijk, naar de kerkers van de Rijksburcht Trifels. 
Twee jaar leefde Eugenios in gevangenschap: van 1194 tot 1196. Toen bleek het voldoende duidelijk voor de Hohenstaufen dat zij de bestuurservaring van Eugenios nodig hadden om Sicilië te besturen. Eugenios genoot hoge bescherming van Koenrad van Querfurt, bisschop van Wurzburg en kanselier-stadhouder van Sicilië in naam van keizer Hendrik VI. Eugenios werd benoemd tot adviseur van de kanselier-stadhouder. Bovendien moest hij verhuizen naar het Siciliaanse of Zuid-Italiaanse vasteland: Eugenios werd in 1196 gouverneur of ‘kamerheer’ van de regio’s Apulië en Terra Laboris (ofwel Capua en Campanië). Voor Eugenios betekende dit alles een rehabilitatie in het koninkrijk Sicilië. Het viel op dat Eugenios steeds zijn Griekse naam gebruikt bij handtekeningen en niet het Latijnse Eugenius. Akten op het Siciliaanse vasteland waren immers volledig in het Latijn opgesteld, en niet in Grieks of Arabisch.
Bisschop Koenrad van Querfurt, zijn beschermheer, stierf in 1202. In datzelfde jaar besliste paus Innocentius III dat Apulië en Terra Laboris bestuurd moesten worden door een driemanschap. Innocentius III was de leermeester van de jonge prins Frederik II en suzerein van Sicilië. Naast Eugenios kwamen er dus nog twee andere gouverneurs op post. Vanaf september 1202 verdween de naam van Eugenios uit alle akten. Zijn sterfdatum moet dan ook na september 1202 te situeren zijn.

## Werken
Naast Grieks, zijn moedertaal, beheerste Eugenios vlot Arabisch en later in zijn leven het Latijn. Als lid van een vooraanstaande Griekstalige familie had hij goede relaties met het archimandraat San Salvatore van de Grieks-Orthodoxe Kerk, gehuisvest in de San Salvatoreabdij van Messina. San Salvatore was de belangrijkste Griekse of Byzantijnse abdij in Sicilië in die tijd. Zo had hij toegang tot oude manuscripten.
Eugenios vertaalde van het Arabisch naar het Latijn Optica van Claudius Ptolemaeus. Eugenios’ werk is verloren gegaan doch bekend gebleven door citaten door latere auteurs. Eugenios schreef dat hij het een moeilijke vertaling vond en dat hij twee manuscripten in het Arabisch heeft moeten consulteren.
Verder vertaalde hij van het Arabisch naar het Grieks, Kalîla Wa-Dimna. Dit is een verzamelwerk van Perzische sprookjes.
Van het Grieks naar het Latijn vertaalde Eugenios de Sibille van Erythrae. Het vertaalwerk is verloren gegaan doch overgenomen door andere auteurs.
Eugenios schreef gedichten in het Grieks. Hij was de auteur van vierentwintig gedichten opgesteld in Byzantijnse versvoeten. De stadsbibliotheek van Palermo bezit een achttiende-eeuwse kopie hiervan. Sommige gedichten behandelen ondeugden zoals vraatzucht, afgunst, woede en deugden zoals maagdelijkheid en bescheidenheid. In het gedicht ‘Over het bestuur’ geeft hij een politieke visie gebaseerd op deze van Plato en Dio Chrysostomos. Drie gedichten zijn gericht aan een priester in Brindisi en behandelen het leven van de heilige Agatha van Catania. 
Een gedicht is getiteld ‘Vanuit de kerker’; dit werd geschreven tijdens zijn gevangenschap in het Duitse Rijk. In dit gedicht mijmerde Eugenios over het rad van fortuin dat nu eens gunstig dan weer ongunstig voor hem uitviel. 
Evelyn Jamison (20e eeuw) onderzocht de hypothese of Eugenios van Palermo dezelfde persoon kon zijn als Hugo Falcandus. Deze hypothese is later verlaten.